# Leïla Bekhti
Yasmine Leïla Bekhti (Issy-les-Moulineaux, 6 marzo 1984) è un'attrice francese di origine algerina.

## Biografia
Ha vinto nel 2011 il César Award come miglior promessa femminile e il premio come miglior attrice rivelazione al Festival du film de Cabourg per il suo ruolo nel film Tout ce qui brille.

### Vita privata
Dal 2010 è sposata con l'attore Tahar Rahim, conosciuto sul set del film Il profeta. Il 25 luglio 2017 dà alla luce il loro primo figlio, un maschio di nome Souleiman. Nel novembre 2019 annuncia di essere incinta per la seconda volta. Dà alla luce la loro figlia prematuramente nel gennaio 2020. Meno di un anno dopo, nel dicembre 2020, nasce il loro terzo figlio, un maschio. Nel marzo 2024 annuncia la nascita del quarto figlio, una bambina.

## Filmografia

### Attrice

#### Cinema
- Sheitan, regia di Kim Chapiron (2006)
- Quais de Seine, episodio di Paris, je t'aime, regia di Gurinder Chadha (2006)
- Mauvaise Foi, regia di Roschdy Zem (2006)
- Choisir d'aimer, regia di Rachid Hami (2008)
- Des poupées et des anges, regia di Nora Hamdi (2008)
- Nemico pubblico N. 1 - L'istinto di morte (Mesrine: L'Instinct de mort), regia di Jean-François Richet (2008)
- Il profeta (Un prophète), regia di Jacques Audiard (2009)
- Tout ce qui brille, regia di Géraldine Nakache e Hervé Mimran (2010)
- Il reste du jambon?, regia di Anne Depétrini (2010)
- Toi, moi, les autres, regia di Audrey Estrougo (2010)
- Itinéraire bis, regia di Jean-Luc Perréard (2011)
- La sorgente dell'amore (La Source des femmes), regia di Radu Mihăileanu (2011)
- Une vie meilleure, regia di Cédric Kahn (2011)
- Mani armate (Mains armées), regia di Pierre Jolivet (2012)
- Nous York, regia di Géraldine Nakache e Hervé Mimran (2012)
- Avant l'hiver, regia di Philippe Claudel (2013)
- Maintenant ou jamais, regia di Serge Frydman (2014)
- L'Astragale, regia di Brigitte Sy (2015)
- Nous trois ou rien, regia di Kheiron (2015)
- Beirut, regia di Brad Anderson (2018)
- Carnivores, regia di Jérémie Renier e Yannick Renier (2018)
- 7 uomini a mollo (Le Grand Bain), regia di Gilles Lellouche (2018)
- Parlami di te (Un homme pressé), regia di Hervé Mimran (2018)
- Una classe per i ribelli (La Lutte des classes), regia di Michel Leclerc (2019)
- J'irai où tu iras, regia di Géraldine Nakache (2019)
- Chanson douce, regia di Lucie Borleteau (2019)
- Come sono diventato un supereroe (Comment je suis devenu super-héros), regia di Douglas Attal (2020)
- Allons enfants (La Troisième Guerre), regia di Giovanni Aloi (2020)
- Les Intranquilles, regia di Joachim Lafosse (2021)
- Maria Montessori - La Nouvelle Femme (La Nouvelle Femme), regia di Léa Todorov (2023)

#### Televisione
- Pour l'amour de Dieu, regia di Ahmed Bouchaal e Zakia Tahri – film TV (2006)
- Alì Babà e i 40 ladroni (Ali Baba et les 40 voleurs) – miniserie TV, 2 puntate (2007)
- Le Choix de Myriam, regia di Malik Chibane – film TV (2009)
- Le cose che restano – miniserie TV, 3 puntate (2010)
- Fracture, regia di Alain Tasmae – film TV (2010)
- Midnattssol – serie TV, 8 episodi (2016)
- The Eddy – miniserie TV, 8 puntate (2020)
- La Flamme – serie TV, 8 episodi (2020)

### Doppiatrice
- La famosa invasione degli orsi in Sicilia (La Fameuse Invasion des ours en Sicile), regia di Lorenzo Mattotti (2019)

## Doppiatrici italiane
Nelle versioni in italiano nelle opere in cui ha recitato Leïla Bekhti è stata doppiata da:
- Domitilla D'Amico in Parlami di te
- Eleonora De Angelis in The Eddy
- Federica De Bortoli ne La sorgente dell'amore
- Chiara Gioncardi in Alì Babà e i 40 ladroni
- Laura Lenghi ne Il profeta
- Maia Orienti in Sheitan
- Letizia Scifoni in 7 uomini a mollo
- Katia Sorrentino in Una classe per i ribelli
- Gianna Gesualdo in Allons enfants
- Gemma Donati in Come sono diventato un supereroe
- Irene Di Valmo in Maria Montessori - La Nouvelle Femme

Da doppiatrice è sostituita da: 
- Linda Caridi ne La famosa invasione degli orsi in Sicilia

## Riconoscimenti
- Premio César

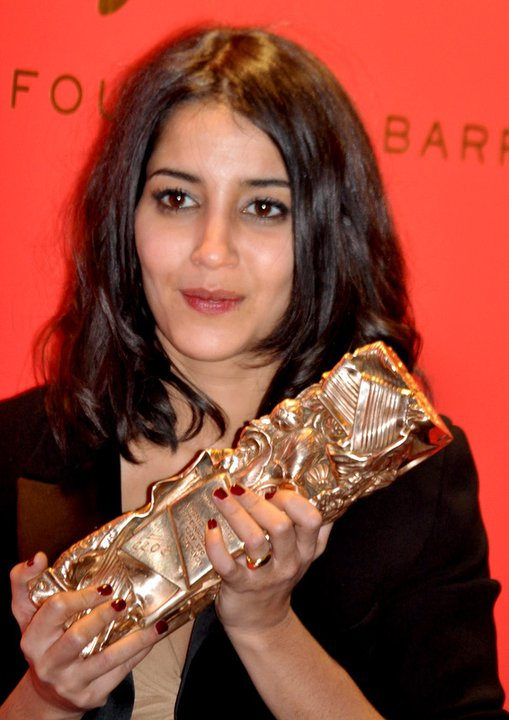
Leïla Bekhti ai premi César 2011.

  - 2011 – Miglior promessa femminile per Tout ce qui brille
  - 2012 – Candidatura alla miglior attrice per La sorgente dell'amore
  - 2019 – Candidatura alla miglior attrice non protagonista per 7 uomini a mollo
- Premio Lumière
  - 2009 – Candidatura alla migliore promessa femminile per Des poupées et des anges